# Oskar Jæger
Oskar Gustav Jæger, född 16 juni 1863, död 19 augusti 1933, var en norsk nationalekonom. Han var bror till Hans Jæger.
Jæger blev filosofie doktor 1894 med avhandlingen Den moderne statsøkonomis grudlæggelse ved Adam Smith. Han blev professor i nationalekonomi och statistik i Oslo 1902. Jæger anlitades ofta vid statligt utredningsarbete i socialpolitiska frågor och var bland annat ordförande i 1907 års folkförsäkringskommitté. Han deltog även i den religiösa diskussionen och krävde energiskt tankefrihet för den teologiska forskningen.